# Frank Mill
Frank Mill (Essen, 23 juli 1958 – aldaar, 5 augustus 2025) was een (West-)Duits voetballer die speelde als aanvaller.

## Clubcarrière

### Rot-Weiss Essen
De spits werd als jongere al een publiekslieveling toen hij de A-jongeren van Rot-Weiss Essen in de finale van het Duitse kampioenschap schoot. Aan het begin van het seizoen 1976/77 werd Mill onderdeel van de eerste ploeg van Rot-Weiss, die op dat moment in de Bundesliga speelde, en kreeg hij zijn eerste professionele contract. Daar kwam hij in concurrentie met Horst Hrubesch. Mill speelde 19 wedstrijden in zijn eerste seizoen en scoorde drie keer.
Hij debuteerde op wedstrijddag 3 tegen FC Schalke 04 toen hij in de 55e minuut werd vervangen door Flemming Lund door de toenmalige coach Ivica Horvat. De toenmalige jonge spits moest nog vijf wedstrijden wachten voordat hij zijn eerste Bundesliga-doelpunt maakte. Tegen Eintracht Frankfurt scoorde Mill in de 90e minuut op 27 november de 1-3 de eerredder. Aan het einde van het seizoen degradeerde Essen naar de 2e Bundesliga Noord met slechts zes overwinningen en als laatste in de tabel. Mill werd slechts in twee van de enige zes overwinningen van het seizoen gebruikt. In de DFB-Cup werd het team echter pas in de halve finale uitgeschakeld met een 4-0 nederlaag tegen 1. FC Köln.
In de 2e divisie ontwikkelde de talentvolle spits zich tot een regelmatige speler en scoorde hij regelmatig doelpunten. In het seizoen 1980/81 was hij topscorer met 40 doelpunten in 38 wedstrijden. Hij scoorde elf keer vanop penalty.

### Borussia Mönchengladbach
Voor het volgende seizoen heeft de Bundesliga Club Borussia Mönchengladbach zich vervolgens verzekerd van de diensten van de spits met coach Jupp Heynckes. Mill bleef daar vijf jaar en scoorde 71 doelpunten in 153 wedstrijden. In zijn eerste seizoen voor de Borussen vormde hij met Kurt Pinkall een goede tandem en samen scoorden ze 29 doelpunten in 34 wedstrijden, waarbij Pinkall één doelpunt meer scoorde dan Mill in 15 wedstrijden. Desondanks wisten ze slechts de zevende plaats in het klassement te bemachtigen. Het doel om deel te nemen aan een internationale wedstrijden was dus niet bereikt. Toch maakte de snelle aanvaller een goede indruk en werd hij voor het eerst opgeroepen voor de nationale ploeg.

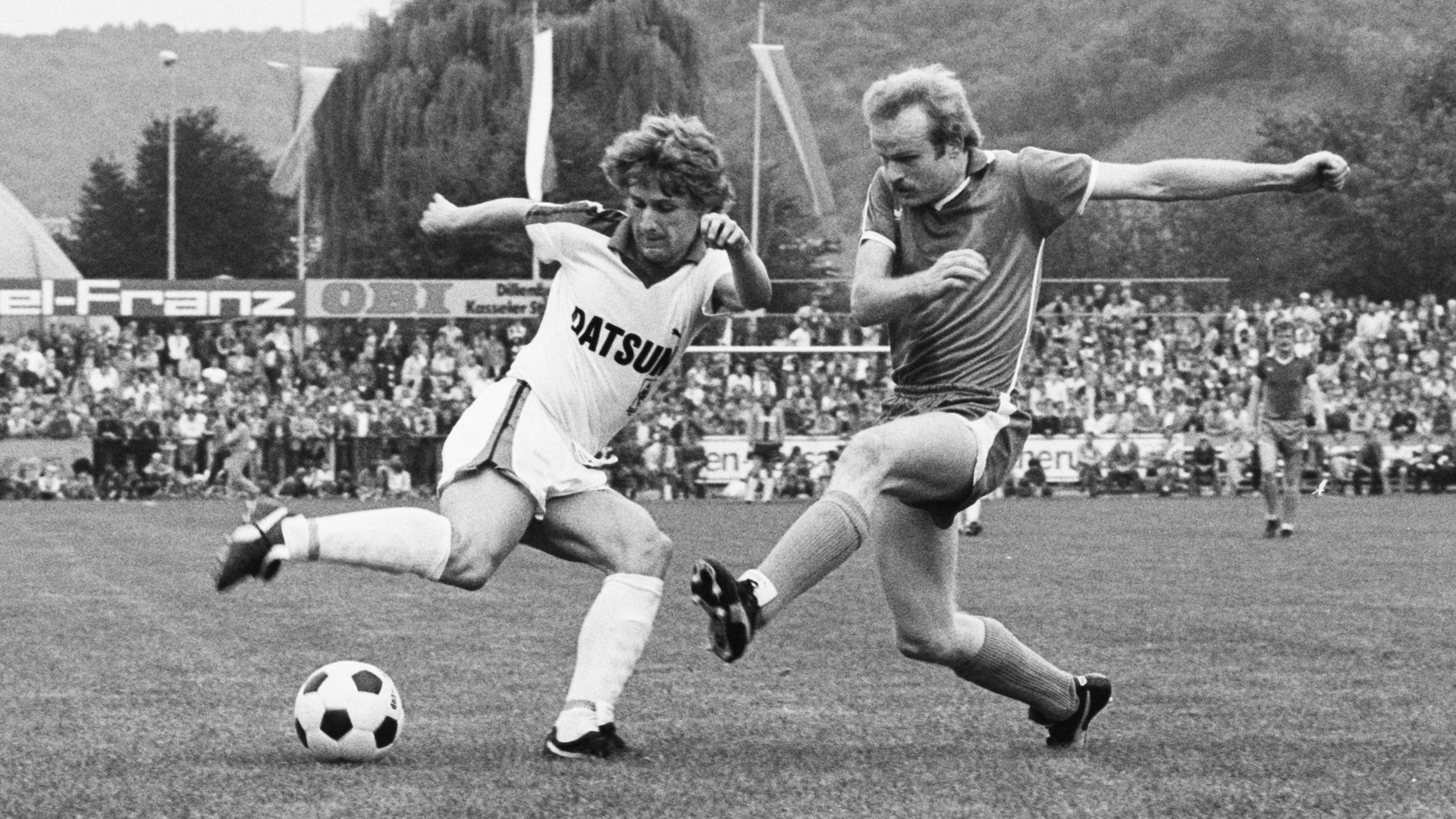
Frank Mill (left, Borussia Mönchengladbach, 1981)

Het jaar daarop ging het nog slechter en de veulens werden slechts twaalfde, met Mill die negen doelpunten maakte, de minste in vijf seizoenen bij Mönchengladbach. Toch was hij de beste schutter, naast verdediger Wilfried Hannes en middenvelder of Libero Hans-Günter Bruns. Het seizoen 1983/84 was dan weer succesvoller. Frank Mill scoorde 19 doelpunten en leidde zo zijn team naar de derde plaats. Alleen vanwege het slechtere doelsaldo werden de eerste twee Bundesliga plaatsen gemist. Ze hebben ook de finale van de DFB Cup bereikt. Daar ontmoette het team FC Bayern München. Wolfgang Dremmler kon de 1-0 van Mill voorkomen. Nadat de extra tijd ook geen winnaar opleverde, moest de penalty shootout beslissen. Daar heeft Michael Rummenigge de laatste strafschop omgezet in het voordeel van Bayern. Mill zelf schoot niet.
Met twee vierde plaatsen en respectievelijk 16 en 13 doelpunten in de daaropvolgende twee jaar waren deze ook voor Mill vrij succesvol. Beide jaren was hij de beste schutter van het Mönchengladbach team. In de eerste ronde van de 1985/86 UEFA Cup ronde van zestien tegen Real Madrid, scoorde Mill de 1-0 overwinning op Real Madrid in hun historische 5-1 overwinning. De groen-zwart-witte spelers verloren de tweede etappe met 4-0, dus ondanks hun succes in het thuisland misten ze een plaats in de kwartfinales. Helmut Grashoff, de toenmalige manager van Gladbach, gaf Mill onder andere de schuld van het verlies, omdat hij frivool veel kansen miste. Vanwege aanhoudende problemen met de clubmanagers besloot Mill de club te verlaten.

### Borussia Dortmund
In de zomer van 1986 verhuisde hij naar Dortmund voor de som van 1,3 miljoen DM. Naast hem contracteerde de club ook Norbert Dickel en Thomas Helmer. Alle drie de spelers werden belangrijke pijlers van de teamstructuur in het seizoen 1986/87. Aan het einde van het seizoen werd Borussia vierde, het beste resultaat sinds het seizoen 1966/67. Het offensieve trio van Frank Mill (17 goals), Norbert Dickel (20 goals) en Michael Zorc (14 goals) scoorde 51 van de in totaal 70 goals in dat seizoen; zijn 17 goals bleven Mill's beste resultaat voor de club tot zijn vertrek in de zomer van 1994. In 1989 won Mill met Dortmund de DFB Cup. In de laatste wedstrijd tegen Werder Bremen scoorde hij de 2-1 voorsprong voor Dortmund, die uiteindelijk met 4-1 won.
Het bleef het enige nationale succes van Mill, en nadat hij negen doelpunten had gemaakt in het seizoen 1987/88, scoorde hij steeds minder doelpunten in de daaropvolgende jaren. Mannen als Michael Rummenigge, Jürgen Wegmann, Stéphane Chapuisat en Flemming Povlsen duwden Mill steeds meer naar de tweede divisie, waardoor het aantal van zijn optredens gestaag daalde. In zijn laatste jaar voor Dortmund, het seizoen 1993/94, speelde hij slechts twaalf wedstrijden en scoorde hij geen doelpunt. Mill speelde slechts één wedstrijd over 90 minuten, namelijk de 1-0 nederlaag tegen VfB Leipzig.

### Fortuna Düsseldorf
Om terug te keren naar het hoogste niveau besloot Mill in de zomer van 1994 om over te stappen naar de 2e Bundesliga en zich aan te sluiten bij Fortuna Düsseldorf. Een 2-0 overwinning op Chemnitz op de laatste speeldag verzekerde het team van de derde plaats en daarmee het recht om door te stoten naar de hoogste divisie van Duitsland. Mill droeg vijf goals bij aan de promotie, waardoor hij de op één na beste aanvaller voor Fortuna is achter Richard Cyron (zes goals). Betere schutters waren middenvelder Vlatko Glavas en verdediger Ralf Voigt. Zo keerde Mill terug naar de Bundesliga en scoorde hij nog twee keer, op de tweede speeldag tegen 1 FC Köln en op de derde speeldag tegen Schalke 04. Deze doelpunten waren ook zijn laatste in een professionele carrière van bijna 20 jaar. Uiteindelijk eindigde Düsseldorf op de dertiende plaats en beëindigde Mill zijn actieve carrière.

## International
Na slechts acht maanden bij Borussia Dortmund, selecteerde bondscoach Jupp Derwall hem voor het eerst voor de nationale ploeg. Hij debuteerde op 21 maart 1982 in de vriendschappelijke wedstrijd tegen Brazilië, toen hij in de 85e minuut mocht invallen voor Pierre Littbarski. Vanwege een rugblessure slaagde hij er niet in om nog een selectie te verkrijgen voor het WK voetbal 1982. Hij zat niet in de ploeg voor het EK voetbal 1984 en werd kort voor aanvang van het toernooi uit de ploeg van 1986 verwijderd. In 1988 nam hij deel aan het Europees Kampioenschap in Duitsland. Hij werd vervangen in de 85e minuut van de 2-0 overwinning op Spanje op 17 juni 1988 in München. Hij speelde de eerste 79 minuten van de halve finale tegen Nederland op 21 juni in Hamburg. Vervolgens speelde hij zijn laatste wedstrijd onder Franz Beckenbauer ter voorbereiding op het Wereldkampioenschap voetbal op 30 mei 1990 tegen de Deense ploeg. In de 67e minuut werd hij vervangen door Uwe Bein. In 1990 werd Mill wereldkampioen met het nationale elftal in Italië, maar speelde geen wedstrijd. Zo zei hij ooit over het toernooi: "Eigenlijk ben ik geen wereldkampioen". Achter Rudi Völler, Jürgen Klinsmann en Karlheinz Riedle was Mill alleen spits nummer 4 voor Franz Beckenbauer.
Voor het winnen van het wereldkampioenschap kreeg hij de "zilveren laurier".
Hij was tussen 1982 en 1990 zeventien keer actief voor het nationale voetbalelftal. Hij scoorde geen doelpunt in het nationale elftal. Hij werd twaalf keer als vervanger gebruikt en drie keer stond hij in de basis.
Met de Olympische selectie nam hij deel aan de Olympische Spelen van 1984 en 1988. Met negen wedstrijden op de Olympische Spelen is hij de recordhouder van de Duitse nationale ploeg. In 1988 won het team waarvan hij kapitein was brons in Seoel. Hij is ook de record-scorer van het Olympisch team met tien doelpunten, scoorde in de kwalificatie- en voorbereidingswedstrijden en in de finale (Gottfried Fuchs scoorde de meeste doelpunten op de Olympische Spelen). In totaal speelde hij 20 wedstrijden voor het Olympische selectieteam.

## Na zijn spelersloopbaan
Na zijn voetbalcarrière was Mill vanaf het seizoen 1996/97 manager bij Fortuna Düsseldorf, maar werd aan het eind van het seizoen ontslagen.
Daarna werd hij ondernemer en leidde hij een voetbalschool voor kinderen en jongeren in heel Duitsland onder de naam Kidsactive. In deze scholen werken voormalige profvoetballers als praktijkdocenten, waaronder Uwe Bein, Maurizio Gaudino en Michael Schulz.

## Erelijst
- Borussia Dortmund
  - DFB-Pokal: 1989
- West-Duitsland
  - WK voetbal: 1990
  -  Olympische Spelen 1988

1 Immel ·
2 Buchwald ·
3 Brehme ·
4 Kohler ·
5 Herget ·
6 Borowka ·
7 Littbarski ·
8 Matthäus  ·
9 Völler ·
10 Thon ·
11 Mill ·
12 Illgner ·
13 Wuttke ·
14 Berthold ·
15 Pflügler ·
16 Eckstein ·
17 Dorfner ·
18 Klinsmann ·
19 Sauer ·
20 Rolff ·
Coach: Beckenbauer
1 Illgner ·
2 Reuter ·
3 Brehme ·
4 Kohler ·
5 Augenthaler ·
6 Buchwald ·
7 Littbarski ·
8 Häßler ·
9 Völler ·
10 Matthäus  ·
11 Mill ·
12 Aumann ·
13 Riedle ·
14 Berthold ·
15 Bein ·
16 Steiner ·
17 Möller ·
18 Klinsmann ·
19 Pflügler ·
20 Thon ·
21 Hermann ·
22 Köpke ·
Coach: Beckenbauer
- Gemeinsame Normdatei: 189487941
- Virtual International Authority File: 220649642
- WorldCat: E39PBJqQv4t4F3gKhC8Y6xXjmd